# 마승 (1393년)
마승(馬勝, 1393년 ~ 1463년)은 조선의 문신이다. 음서로 관직에 진출하여 이조참판(吏曹參判), 경주 부윤(慶州府尹), 중추원사(中樞院使) 등을 역임하고, 장흥군(長興君)에 봉해졌다. 본관은 장흥(長興). 자는 노부(魯夫), 호는 지곡(智谷), 시호는 충간(忠簡)이다.
증조할아버지는 좌찬성에 추증된 회령군(會寧君) 마치원(馬致遠)이고, 아버지는 태종 때 좌명공신에 녹훈되어 병조판서, 집현전 대제학을 지낸 장흥부원군(長興 府院君) 마천목(馬天牧)이며, 어머니는 목사 이빈(李彬)의 딸 경주 이씨(慶州 李氏)이다. 부인은 정경부인(貞敬夫人) 덕수 이씨(德水 李氏)이다.

## 생애
마승(馬勝)은 1393년 3월 11일 전라도 곡성군 당산촌(堂山村)에서 장흥부원군(長興 府院君) 마천목(馬天牧)의 아들로 태어났다. 장흥 마씨 12세손이다. 풍모가 단아하고 기량이 크고 재주가 뛰어났다. 경서(經書)와 사기(史記)에 밝고 재예(才藝)도 뛰어났다.
1410년 처음 관직에 나가서 시위(侍衛)를 지내고, 1413년에 병조좌랑(兵曹佐郞)을 거쳐, 1415년 조봉대부(朝奉大夫) 춘추관 편수관(春秋館 編修官)을 역임하였다.
1417년 개국공신·정사공신·좌명공신의 적장자(嫡長子) 회맹(會盟)에 참여하였으며, 1420년 봉정대부(奉正大夫) 호군(護軍), 1423년 중훈대부(中訓大夫) 대호군(大護軍)을 거쳐, 1426년 통훈대부(通訓大夫) 상호군(上護軍)에 올랐다. 1434년 통정대부(通政大夫) 행상호군(行上護軍)을 역임하였다.
1442년 2월 30일 홍주목사(洪州牧使) 마승(馬勝)이 하직하니, 세종대왕이 인견(引見)하고 이르기를, “충청도는 근년에 흉년이 들어서 백성들이 시름과 탄식으로 지낸다 하니, 가서 구휼에 힘을 다하시오. 창고를 열어서 곡식을 내는 것도 또한 시기를 맞추어서 후환이 없게 하시오.”라고 하였다.
1446년 6월 6일 마승(馬勝)이 경상도 처치사(處置使)에 제수되었다.
1449년 7월 13일 마승(馬勝)은 판안주목사(判安州牧事)로 임명되었다.
1449년(세종 31) 10월 16일 우의정 남지(南智), 중추원부사(中樞院副使) 조수량(趙遂良), 동지중추원사 권맹경(權孟慶)과 함께 진하사(進賀使)로 명나라에 다녀왔다. 세종은 마승(馬勝)을 북경에 보내어 정조(正朝)를 하례하고, 겸하여 황태자의 책봉(冊封)을 하례하게 하였다. 이 때에 마승(馬勝)은 안주목사(安州牧使)였더니, 경창부윤(慶昌府尹)의 차함(借銜)을 주어 보내게 했고, 남지(南智)는 의령부원군(宜寧府院君) 남재(南在)의 자손으로, 천성이 단정하고 온아하여 일찍부터 이름이 있더니, 갑자기 높은 지위에 오르매 광영(光榮)이 빛났다.
1450년(문종 즉위년) 4월 6일 마승(馬勝)은 판강계도호부사(判江界都護府事)에 제수되었다. 마승(馬勝)이 청렴하고 부지런하며 근신하니 백성들이 그를 칭송하였다.
1450년 7월 16일 평안도 우도 도절제사(平安道右道都節制使)로 임명되었고, 7월 27일 중추원부사(中樞院副使)에 제수되었다.
1450년 12월 13일 강원도 도순무사(江原道都巡撫使)가 되었다.
1451년(문종 2년) 1월 5일 왕이 의정부·육조 및 여러 대신을 불러 변방의 사변에 대처할 방책을 논의하였다. 문종이 “이제 대신들의 의논은 모두 다시 사변을 기다려서 뒤에 군사를 징발하고자 하나, 변방의 보고가 만약 급하다면 병사를 징발하여 구원하는 것이 어찌 능히 시기에 미칠 수 있겠는가? 고려 말년에 홍건적의 성식(聲息)이 이르자마자 적병(賊兵)이 잇달이 다달아서 드디어 파천(播遷)의 굴욕을 당하기에 이르렀으니, 이것은 실로 가히 귀감(龜鑑)이 될 만 하였다. 금일에는 조치(措置)를 늦출 수가 없으니, 웅략(雄略)이 있는 자를 가려 뽑아서 각고에 나누어 보내어 조전 절제사(助戰節制使)를 삼도록 하고 그 군사를 주둔시킬 곳과 군사를 조발할 절목(節目)을 급히 상량하여 확정하라. 또 우찬성(右贊成) 정분(鄭苯)을 황해도에 보내어, 황주(黃州)·극성(棘城)·수안(遂安) 등지에 목책(木柵)을 설치하고 해자[池壕]를 파고 병사를 조발(調發)하는 따위의 일을 모조리 총괄하여 다스리게 하는 것이 어떠하겠는가? 그것을 의논하여서 아뢰어라.” 하니, 마승(馬勝)이 의논하기를, “강원도 영서(嶺西)의 군사는 극성(棘城) 등지에, 경기의 군사는 개성부(開城府)에, 충청도의 군사는 경성(京城) 이남에 징발하여 모으소서.” 하니, 임금이 말하기를, “강원도	영서(嶺西)의 군사는 각각 부근의 땅, 철원(鐵原)·김화(金化) 등지로 나누어 주둔시키고, 경기 군사는 개성(開城) 등지에 주둔시켜 각각 장수(將帥)로 하여금 정비하여 다스리게 하여, 만약 적의 성식(聲息)이 급하게 되면 수안(遂安)·극성(棘城) 등지에 나아가서 주둔하게 하라. 충청도의 군사도 또한 그 부근의 땅 세 곳에 나누어, 각각 경계상에서 주둔시켜 장수로 하여금 정비하고 다스리게 하고, 만약 적의 성식이 또 급하게 되면 또한 수안(遂安)·극성(棘城) 등지에 나와서 주둔하도록 하라.” 하였다. 이날 마승(馬勝)은 충청도 조전 절제사(忠淸道助戰節制使)로 임명되었다.
1451년 1월 8일 경기 조전 절제사(京畿助戰節制使) 김윤수(金允壽), 충청도 조전 절제사(忠淸道助戰節制使) 마승(馬勝), 강원도 조전 절제사(江原道助戰節制使) 이종목(李宗睦)이 사조(辭朝)하니, 임금이 인견(引見)하고 궁시(弓矢)와 이엄(耳掩)을 하사하였다.
1451년 6월 20일 전라도 처치사(全羅道處置使)가 되었다. 6월 26일 전라도 처치사(全羅道處置使) 마승(馬勝)이 사조(辭朝)하니, 임금이 인견(引見)하였다. 마승(馬勝)은 일찍이 부산포 처치사(富山浦處置使)로 있을 때에 오직 군사(軍士)를 어루만지고 길들이기에 힘썼다. 수령(守令)으로부터 공궤(供饋)하는 주찬(酒饌)이 있으면 반드시 군사들과 함께 나누어 먹었으며, 혹 증물(贈物)을 얻으면 사사로이 쌓아 두지 않고서 군장(軍裝)에 보태었으므로, 갈려서 돌아올 때에는 다만 옷과 이부자리 두 상자뿐이었다.
1452년 개성유후사 유수(開城留後司 留守)를 지내고, 1453년(단종 1년) 동지중추원사(同知中樞院事)로 제수되었다.
1454년 가정대부(嘉政大夫) 이조 참판(吏曹參判)이 되었다.
1454년(단종 2년) 5월 21일 세조(世祖)가 마승(馬勝) 등 4공신(功臣) 등을 거느리고 경회루(慶會樓) 아래에서 풍정(豊呈)을 올렸다.
1455년(세조 1년) 자헌대부(資憲大夫) 경주 부윤(慶州府尹)이 되었고, 12월 27일 원종공신에 녹훈되었다.
1456년 중추원사(中樞院使)로 임명되었다.
1457년 종1품(從一品) 숭정대부(崇政大夫)로 장흥군(長興君)에 봉해졌다. 마승이 관직에 있을 때는 청백리(靑白吏)라 칭송되었다.
1457년 세조의 찬탈을 이기지 못하고 항시 의분을 품고 있었는데, 이후 단종 복위 운동이 일어나자 벼슬을 버리고 고향으로 돌아왔다. 1457년 10월에 장릉사(莊陵事)의 사변을 듣고 북망 통곡하며 문을 닫고 의(義)를 지켰다.
1463년 9월 16일 장흥군(長興君) 마승(馬勝)이 졸(卒)하였다. 세조가 다음날 서산(西山)에 거둥하여 친히 대열(大閱)하려 하다가 부음(訃音)이 들리자 곧 정지하고 2일 동안 철조(輟朝)하였다. 시호(諡號)를 충간(忠簡)이라 하였으니, 청렴(淸廉)하고 방정(方正)하고 공정(公正)한 것을 충(忠)이라 하고, 경건하고 관대하게 행동간 것을 간(簡)이라고 한다.

## 묘소
묘는 전라남도 곡성군 석곡면 방송리 통명산 기슭 방주골 마천목의 묘소에서 계좌(癸坐) 정향(丁向)에 있다.

## 상훈과 추모
세조가 부음을 듣고 시호(諡號)를 충간(忠簡)이라 하고, 증직으로 보국 숭록대부(輔國 崇綠大夫) 의정부 좌의정 겸 경연자(經筵者)로 추증하였다. 1976년 경상북도 의성군 단촌면 하화리에 유림들이 공의로 마승을 숭절사(崇節祠)에 배향하면서, 화산서원(禾山 書院)으로 개칭하였다. 매년 음 삼월 초정일에 아버지 마천목과 같이 유림에서 봉사하고 시제(時祭)는 매년 음 10월 9일 전라남도 곡성에서 봉행하고 있다.

## 가족 관계
- 증조부 : 마치원(馬致遠)
  - 조부 : 마영(馬榮)
    - 아버지 : 마천목(馬天牧)

  - 외조부 : 이빈(李彬)
    - 어머니 : 경주 이씨(慶州 李氏)
      - 동생 : 마전(馬腆)
      - 동생 : 마반(馬胖)
      - 동생 : 마춘(馬椿)
      - 부인 : 정경부인(貞敬夫人) 덕수 이씨(德水 李氏)
        - 아들 : 마중의(馬仲義)
        - 아들 : 마중지(馬仲智)
        - 아들 : 마중규(馬仲規)